# Ruine Alt-Wildberg
Die Burgstelle Alt-Wildberg im Dorf Wildberg des Kantons Zürich ist heute nicht mehr zu sehen, aber es wird angenommen, dass sie an der Stelle des Pfarrhauses im Dorfkern stand. Als Argument für diese Theorie wird die Dicke der Grundmauern des Pfarrhauses angegeben.

## Geschichte
Die Wildberger, am Anfang Wilberger ohne d, waren Dienstleute von St. Gallen und Rapperswil. Sie wurden 1257 das erste Mal erwähnt und erloschen 1435 als Mitherren zu Ringgenberg. Stammvater war Walther I. von Wildberg. Das Geschlecht besass in der Region im Wila und Russikon vier Burgen: Alt-Wildberg, Neu-Wildberg, Tössegg und Gündisau.
Um 1320 wurde die Wildberger Ritterfamilie von schweren Schicksalsschlägen heimgesucht. Ein siebenjähriger Sohn ertrank in einem Bach gegen Russikon. Im selben Jahr brannte die Burg Alt-Wildberg in Folge Unachtsamkeit beim Rösten von Hanf vollständig ab. Die Familie erwarb von Tösstaler Verwandten eine kleine Burg, die heute als Ruine Tössegg zu besichtigen ist.

## Sage
Angeblich soll es einen Gang geben, der die Burgstelle Alt-Wildberg mit der Burgstelle Wildberg verbindet.